# People (Zeitschrift)
People (von englisch people, „Volk“, „Leute“) ist eine wöchentlich erscheinende US-amerikanische Zeitschrift. Sie wurde 1974 von Time Inc. als Ausgliederung der People-Seiten des Time Magazine gestartet. 2017 wurde Time Inc. von der Meredith Corporation übernommen.
People beschäftigt sich mit Prominenten und Geschichten mit Human Interest. Beide Gebiete nehmen jeweils die Hälfte der Zeitschrift ein. Insbesondere ist People für seine jährlich erscheinenden Sonderausgaben The 100 Most Beautiful People (Die 100 schönsten Persönlichkeiten; bis 2006 nur 50), The Best and Worst Dressed (Beste und schlechteste Kleidung) und The Sexiest Man Alive bekannt. Die Wahl durch Leserabstimmung für die Liste der 100 Schönsten findet seit 1990 statt.
Von März 2015 bis Juni 2016 erschien bei der Bauer Media Group eine deutsche Ausgabe. Im ersten Quartal 2016 betrug die verkaufte Auflage 119.018 Exemplare.

## Nummer 1 derMost Beautiful People
- 1990: Michelle Pfeiffer
- 1991: Julia Roberts
- 1992: Jodie Foster
- 1993: Cindy Crawford
- 1994: Meg Ryan
- 1995: Courteney Cox
- 1996: Mel Gibson
- 1997: Tom Cruise
- 1998: Leonardo DiCaprio
- 1999: Michelle Pfeiffer
- 2000: Julia Roberts
- 2001: Catherine Zeta-Jones
- 2002: Nicole Kidman
- 2003: Halle Berry
- 2004: Jennifer Aniston
- 2005: Charlize Theron
- 2006: Angelina Jolie
- 2007: Drew Barrymore
- 2008: Kate Hudson
- 2009: Christina Applegate
- 2010: Julia Roberts
- 2011: Jennifer Lopez
- 2012: Beyoncé Knowles
- 2013: Gwyneth Paltrow
- 2014: Lupita Nyong’o
- 2015: Sandra Bullock
- 2016: Jennifer Aniston
- 2017: Julia Roberts
- 2018: Pink